# 圖爾博
圖爾博是哥倫比亞的城市，位於該國北部，由安蒂奧基亞省負責管轄，距離首府麥德林373公里，面積3,055平方公里，海拔高度2米，主要經濟活動是農業，2005年人口122,780。